# گموندن (فلدا)
گموندن (به آلمانی: Gemünden) یک شهر در آلمان است که در فگلسبرگکرایس واقع شده‌است. گموندن ۲٬۸۲۷ نفر جمعیت دارد.